# Ermita de Nuestra Señora de la Cabeza (Ávila)
La ermita de Nuestra Señora de la Cabeza es una pequeña ermita católica española de origen medieval de la ciudad de Ávila.

## Descripción
Erigida extramuros de la ciudad de Ávila, durante un tiempo estuvo situada junto al antiguo cementerio general de la ciudad. Habría sido fundada por el obispo Pedro Instancia, en 1210, siendo dedicada al apóstol san Bartolomé. Fue destinada a parroquia, condición que tenía en 1254. Con el tiempo su nombre cambió por el de Nuestra Señora de la Cabeza, tras colocarse en su altar mayor una imagen de dicha advocación.

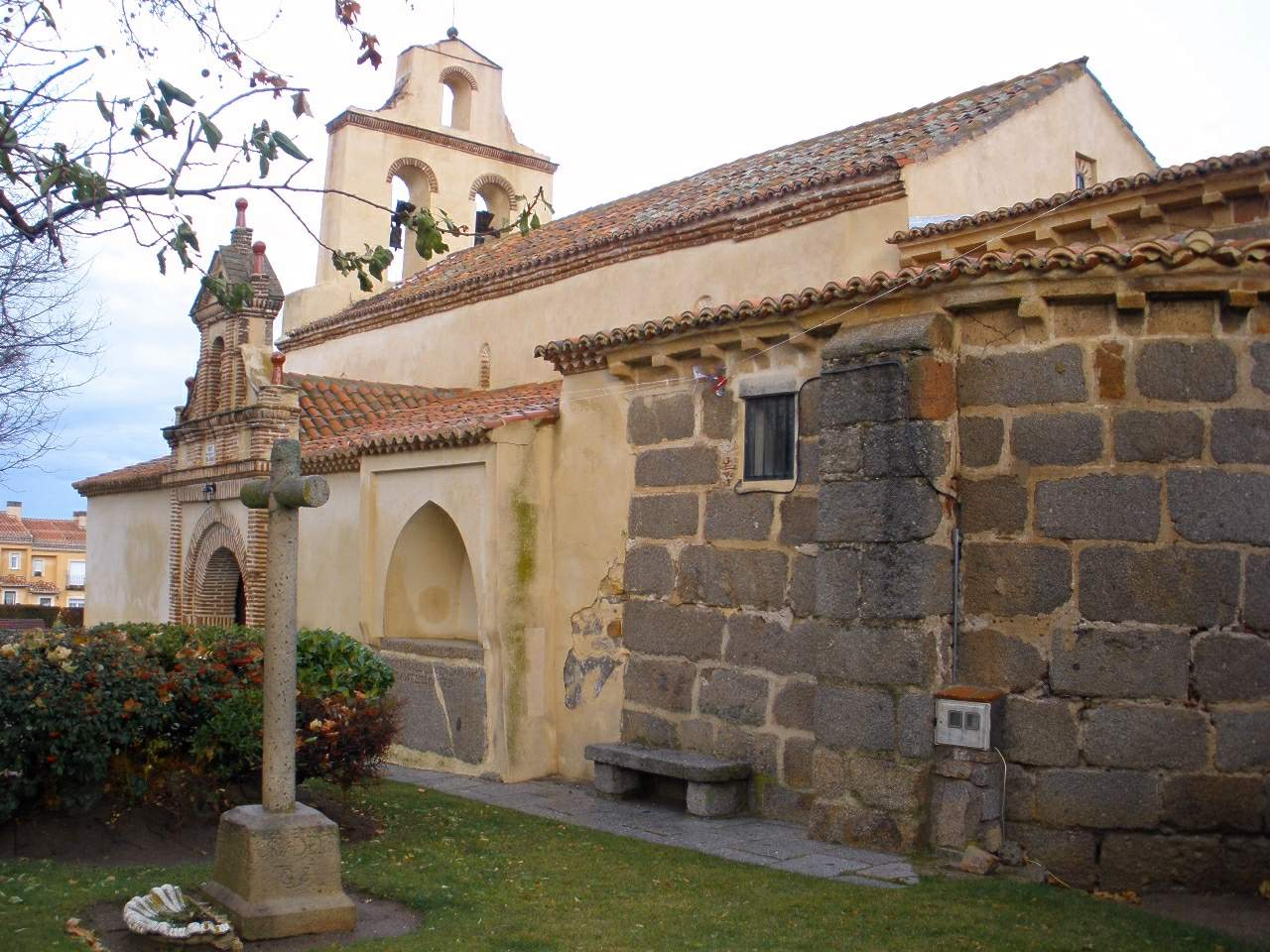
Vista lateral

Adornarían la ermita tres ábsides que Juan Martín Carramolino define como «de estilo bizantino» y en su lado meridional una pequeña alameda. Se encuentra al norte del casco urbano. En 1813 se dispuso la construcción del cementerio general junto a la ermita, si bien se paralizó la obra en 1814 con el retorno de Fernando VII. El proyecto se reactivaría más adelante.

## Estatus patrimonial
Fue expresamente declarada en 1985 Patrimonio de la Humanidad, como elemento individual integrante del conjunto Ciudad vieja de Ávila e iglesias extramuros (ref. 348-007, con un ámbito protegido de  0.04 ha).